# Karl Dewolf
Karl Dewolf (* 21. Februar 1972 in Lille) ist ein ehemaliger  französischer Eishockeyspieler und -trainer, der in seiner aktiven Zeit von 1989 bis 2012 unter anderem zwei Mal mit der französischen Eishockeynationalmannschaft an den Olympischen Winterspielen teilnahm. 

## Karriere
Karl Dewolf begann seine Karriere als Eishockeyspieler beim HG Dunkerque, für dessen Profimannschaft er von 1989 bis 1992 in der damals noch als Division 1 bezeichneten höchsten französischen Spielklasse aktiv war. Anschließend verbrachte der Verteidiger je eine Spielzeit bei dessen Ligarivalen Diables Rouges de Valenciennes und Hockey Club de Reims. In der Saison 1992/93 erhielt er als Spieler von Valenciennes die Trophée Jean-Pierre Graff als Rookie des Jahres. Von 1994 bis 2003 stand der Nationalspieler für den HC Amiens Somme in der Ligue Magnus, auf dem Eis und gewann mit seinem Team in der Saison 1998/99 zum ersten und einzigen Mal in seiner Laufbahn die französische Meisterschaft. In den Jahren 1997, 1998 und 2003 wurde er jeweils Vizemeister mit Amiens. Seine Karriere ließ der zweifache Olympiateilnehmer bei seinem Ex-Club HG Dunkerque ausklingen, mit dem er bis 2007 von der Ligue Magnus bis in die drittklassige Division 2 abstieg. Von 2004 bis 2010 war er als Spielertrainer für Dunkerque tätig, bei dem er zwischen 2007 und 2009 zudem Assistenzkapitän war. Nach einjähriger Pause spielte er in der Saison 2011/12 noch einmal für den Zweitligisten Toulouse Blagnac Hockey Club, ehe er seine aktive Karriere im Alter von 40 Jahren beendete.    

### International
Für Frankreich nahm Dewolf im Juniorenbereich an der U18-Junioren-B-Europameisterschaft 1990 sowie den U20-Junioren-B-Weltmeisterschaften 1991 und 1992 teil. Im Seniorenbereich nahm er für Frankreich an den B-Weltmeisterschaften 2001, 2002 und 2003 sowie den A-Weltmeisterschaften 1997, 1998, 1999, 2000 und 2004 teil. Des Weiteren stand er im Aufgebot seines Landes bei den Olympischen Winterspielen 1998 in Nagano und 2002 in Salt Lake City.

## Erfolge und Auszeichnungen
| - 1993 Trophée Jean-Pierre Graff - 1997 Französischer Vizemeister mit dem HC Amiens Somme - 1998 Französischer Vizemeister mit dem HC Amiens Somme - 1999 Französischer Meister mit dem HC Amiens Somme | - 2003 Französischer Vizemeister mit dem HC Amiens Somme - 2005 Ligue Magnus All-Star Team - 2006 Division 1 All-Star Team - 2007 Division 1 All-Star Team |

### International
- 2003 Aufstieg in die Top-Division bei der Weltmeisterschaft der Division I